# ケルビン・デービス
ケルビン・デービス（Kelvin Davis、1978年5月26日 - ）は、アメリカ合衆国の男性プロボクサー。ミシシッピー州ナチェズ出身。元IBF世界クルーザー級王者。

## 来歴
1999年10月1日、プロデビューを果たし2回2分45秒TKO勝ちで白星でデビューを飾った。
2002年3月23日、元IBF世界クルーザー級王者アーサー・ウィリアムスとUSBA全米クルーザー級王座決定戦を行い12回2-1(2者が116-112、112-116)の判定勝ちで王座獲得に成功した。
2003年5月23日、NABF北米クルーザー級王者オニール・ベルと対戦し11回1分3秒KO負けでUSBA王座から陥落し、NABF王座獲得に失敗した。
2003年10月24日、ルイス・エジーレとジェームズ・トニーへの挑戦権をかけて対戦し12回2-1(116-111、113-114、115-112)トニーへの指名挑戦権獲得に成功した。
2004年5月1日、エズラ・セレーズとIBF世界クルーザー級王座決定戦を行い8回2分33秒TKO勝ちで王座獲得に成功した。
2005年3月20日、IBF世界クルーザー級王座を剥奪された。
2005年5月21日、後のWBA世界クルーザー級王者ギレルモ・ジョーンズと対戦するが4回42秒TKO負け。
2005年9月23日、後のIBF世界クルーザー級王者スティーブ・カニンガムと対戦し12回0-3(2者が111-117、110-118)の判定負けでオニール・ベルへの挑戦権獲得に失敗した。
2008年10月25日、マーカス・オリベイラと対戦し3回59秒TKO負け。
2009年11月7日、アレクサンダー・フランケルと対戦し初回2分7秒TKO負けを最後に現役を引退した。

## 獲得タイトル
- USBA全米クルーザー級王座
- IBF世界クルーザー級王座(防衛0=剥奪)